# Abu-Iqal ibn Muhàmmad
Abu-Iqal ibn Muhàmmad (àrab: أبو عقال بن محمد, Abū ʿIqāl b. Muḥammad) fou un príncep aglàbida d'Ifríqiya, fill d'Abu-l-Gharaniq Muhàmmad (II).
El 16 de gener del 875, a la mort del seu pare, la successió li corresponia per dreta llei, però el poble va aclamar com a emir el seu oncle Abu-Ishaq Ibrahim (II) ibn Àhmad. La seva sort posterior no és coneguda.